# Anthrax incitus
Anthrax incitus är en tvåvingeart som beskrevs av Paramonov 1935. Anthrax incitus ingår i släktet Anthrax och familjen svävflugor.
Artens utbredningsområde är Armenien. Inga underarter finns listade i Catalogue of Life.